# Johan van Matenesse
Johan van Matenesse (1596-1653) était seigneur de Matenesse, Rivere, Opmeer, Souteven et député au Conseil ordinaire des États de Hollande et de Westfrise. Il assiste à la signature du traité de Münster comme délégué des États généraux des Provinces-Unies,.